# Прогон (филм)
Прогон је југословенски филм из 1982. године. Режирао га је Предраг Голубовић који је написао и сценарио.

## Радња
Банатска равница 1942. године. Рат, прогони и смрт. И усред свега тога догађа се љубав двоје младих као одбрана од те катаклизме.
Два партизана, мушкарац и жена, покушавају побећи нацистима у Војвођанској равници.

## Улоге
| Глумац                   | Улога                               |
| ------------------------ | ----------------------------------- |
| Драгана Варагић          | Ана                                 |
| Жарко Лаушевић           | Мирко                               |
| Драгомир Пешић           | Жива                                |
| Велимир Бата Живојиновић | Домаћин Јоца                        |
| Сима Јанићијевић         | Доктор Радић                        |
| Маринко Шебез            | Доктор Фаркаш                       |
| Мирољуб Лешо             | Живин пријатељ у белој кошуљи       |
| Миодраг Лончар           | Ранкић                              |
| Вељко Мандић             | Циганин са тамбурицом               |
| Златибор Стоимиров       | Циганин Аца                         |
| Илија Башић              | Млинар                              |
| Милутин Јаснић           | Паор са брковима                    |
| Љуба Куликова            | Паорка                              |
| Андреја Маричић          | Млади партизан са наочарима         |
| Тихомир Станић           | Рањени партизан Боро                |
| Надежда Вукићевић        | Фолксдојчерка                       |
| Милош Кандић             | Коњокрадица 1                       |
| Предраг Милинковић       | Коњокрадица 2                       |
| Страхиња Мојић           | Коњокрадица 3                       |
| Бата Камени              | Немачки војник дивизије Принц Еуген |
| Јован Никчевић           | Кочијаш                             |
| Љубо Шкиљевић            | Света Колар                         |
| Гроздана Стефановић      | Јоцина жена                         |
| Михајло Плескоњић        |                                     |
| Никола Војић             |                                     |
| Васа Вртипрашки          |                                     |
| Миодраг Петровић         |                                     |
| Матија Пашти             |                                     |